# Česká spořitelna
Česká spořitelna (z cz. „Czeska Kasa Oszczędnościowa”) – największy czeski bank komercyjny. Według danych z roku 2017 miał 4,7 miliona klientów. Stanowi część grupy Erste Bank.